# Huy Kanthoul
Huy Kanthoul (né le 1er février 1909 à Phnom Penh et mort le 13 septembre 1991 à Fontenay-lès-Briis), est un homme politique cambodgien, premier ministre du Cambodge entre le 12 octobre 1951 et le 16 juin 1952.

## Biographie
Membre du parti démocrate, il profite de la victoire de sa formation aux élections de 1951 pour être nommé, le 12 octobre, premier ministre.
Début juin 1952, lors du discours d’ouverture de la session parlementaire, le roi mettait en garde contre les risques de dictature résultant d’un parti unique. L'attaque était destinée au parti démocrate alors largement majoritaire au parlement. Peu après, à partir du 7 juin, des tracts circulèrent demandant la dissolution de l'assemblée et le renvoi du premier ministre Huy Kanthoul. Les partis minoritaires poussaient eux aussi dans cette voie anticonstitutionnelle.
Les démocrates réagirent en envoyant la police aux domiciles des dirigeants de petits partis, notamment Sam Nhean, Lon Nol et Yem Sambaur qui furent placés en détention quelques heures. D’après Huy Kanthoul, l’arrestation de Yem Sambaur aurait fait suite à des soupçons d’implication dans l’attentat qui, deux ans auparavant, avait coûté la vie à Ieu Koeus, ancien premier ministre, dirigeant du parti démocrate. Une caisse de grenades fut découverte à sa résidence et trois fusils mitrailleurs furent saisis chez Lon Nol. Le 14 juin les autorités coloniales envoyaient à Phnom Penh un bataillon d’infanterie marocain et un escadron armé « pour une dizaine de jours », officiellement afin de prévenir des troubles. L’arrivée de troupes coloniales et le fait que les astrologues du Palais royal avaient prédit qu’une tentative de mise à l’écart des démocrates serait couronnée de succès poussait Sihanouk à passer à l’action. Le soutien des Français à une telle action n’était pas une surprise, mais les démocrates semblent avoir été étonnés par ce qui allait suivre. Le dimanche 15 juin, alors que les troupes marocaines se déployaient à divers points de Phnom Penh, Norodom Sihanouk utilisait une des prérogatives que lui offrait la constitution pour démettre brusquement l’ensemble du gouvernement de Huy Kanthoul et prendre la tête d’un nouveau cabinet. Ce dernier quittait alors le Cambodge pour un séjour prolongé en France.